# Олександро-Григорівка
Олександро-Григо́рівка — село в Україні, в Кам'янському районі Дніпропетровської області.
Входить до складу Лихівської селищної громади. Населення за переписом 2001 року складало 16 осіб.

## Географія
Село Олександро-Григорівка знаходиться на відстані 1 км від села Біленщина і за 1,5 км від села Плоско-Таранівка.

## Населення

### Мова
Розподіл населення за рідною мовою за даними перепису 2001 року:
| Мова       | Відсоток |
| ---------- | -------- |
| українська | 100 %    |